# Prvenstvo LjNP 1934-1935
Il Prvenstvo Ljubljanske nogometne podzveze 1934./35. (it. "Campionato della sottofederazione calcistica di Lubiana 1934-35") fu la sedicesima edizione del campionato organizzato dalla Ljubljanska nogometna podzveza (LjNP).
Questa fu la seconda edizione del Prvenstvo LjNP ad essere di secondo livello calcistico. Infatti, il Državno prvenstvo, il campionato nazionale, raccoglieva le migliori squadre del Regno di Jugoslavia, e le vincitrici delle varie sottofederazioni avrebbero disputato gli spareggi per la promozione al campionato successivo, anziché per la stessa stagione come fatto precedentemente.
Il vincitore fu l'Ilirija, al suo tredicesimo titolo nella LjNP. Questa vittoria diede ai biancoverdi diede l'accesso, assieme al Primorje, alle qualificazioni per il campionato nazionale 1935-36.

Ma, nella riunione della Federcalcio jugoslava del 15 dicembre 1935, queste qualificazioni vennero dichiarate nulle e venne organizzato un nuovo format per il campionato nazionale.

## Squadre partecipanti
| Squadra               | Stagione 1933-34                           |
| --------------------- | ------------------------------------------ |
| SK Ilirija Ljubljana  | Campione della sottofederazione di Lubiana |
| SK Železničar Maribor | 2° in prima classe                         |
| Čakovečki ŠK          | 3° in prima classe                         |
| SK Hermes Ljubljana   | 4° in prima classe                         |
| SK Celje              | 5° in prima classe                         |
| 1.SŠK Maribor         | 6° in prima classe                         |
| SV Rapid Marburg      | In prima classe, sospeso dalla federazione |
| SK Svoboda Maribor    | in seconda classe                          |

## Classifica
|                   | Pos. | Squadra            | Pt | G  | V  | N | P | GF | GS | QR    |
| ----------------- | ---- | ------------------ | -- | -- | -- | - | - | -- | -- | ----- |
|                   | 1.   | Ilirija            | 22 | 14 | 10 | 2 | 2 | 59 | 19 | 3,105 |
|                   | 2.   | Železničar Maribor | 22 | 14 | 10 | 2 | 2 | 39 | 26 | 1,500 |
|                   | 3.   | Rapid Marburg      | 16 | 14 | 8  | 0 | 6 | 45 | 22 | 2,045 |
|                   | 4.   | ČSK Čakovec        | 14 | 14 | 5  | 4 | 5 | 30 | 27 | 1,111 |
|                   | 5.   | 1.SŠK Maribor      | 13 | 14 | 6  | 1 | 7 | 17 | 34 | 0,500 |
|                   | 6.   | Hermes Lubiana     | 9  | 14 | 4  | 1 | 9 | 27 | 37 | 0,729 |
|                   | 7.   | Celje              | 9  | 14 | 3  | 3 | 8 | 21 | 39 | 0,538 |
|                   | 8.   | Svoboda Maribor    | 7  | 14 | 2  | 3 | 9 | 24 | 58 | 0,413 |
| Fonte: exyufudbal |      |                    |    |    |    |   |   |    |    |       |

Legenda:
      Campione della sottofederazione di Lubiana.
  Ammesso alle qualificazioni per il campionato nazionale 1935-36.
      Retrocesso nella classe inferiore.
Note:
Due punti a vittoria, uno a pareggio, zero a sconfitta.